# Casimiro Marcó del Pont

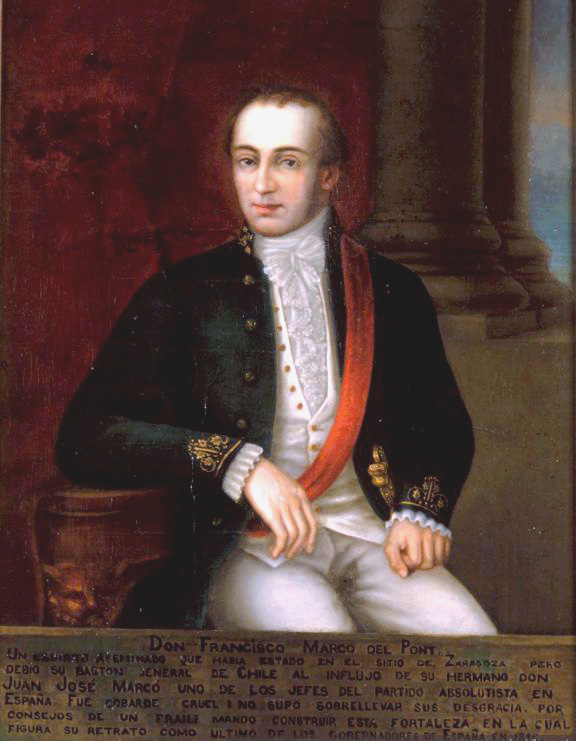
Casimiro Marcó del Pont

Francisco Casimiro Marcó del Pont Ángel Díaz y Méndez (* 1777 in Vigo, Spanien; † 19. Mai 1819 in Luján, Argentinien) war ein spanischer Soldat und von 1815 bis 1817 der letzte Gouverneur von Chile. Er war eine der Hauptfiguren der chilenischen Unabhängigkeit und wurde nach der Schlacht um Chacabuco als chilenischer Regent abgesetzt.

## Leben

### Junge Jahre
Marcó del Pont begann seine militärische Laufbahn bei der Infanterie in Saragossa. In den Napoleonischen Kriegen auf der Iberischen Halbinsel kämpfte er vorbildhaft gegen die französische Besatzungsarmee. Er war noch sehr jung, als er bereits in den Rang eines Feldmarschalls aufstieg.

### Gouverneur von Chile
Im Jahr 1815 wurde Marco del Pont zum Gouverneur der spanischen Kolonie Chile ernannt, welche er gegen Ende des Jahres in Valparaíso erreichte. Als er die Führung der Kolonie antrat sandte er Spione nach Cuyo, um Informationen über die Armeen der chilenischen Unabhängigkeitskämpfer herauszufinden. Diese wurden von Bernardo O’Higgins geführt und hielten sich in argentinischem Gebiet auf. Diese Armeen würden auch später, unter der Führung von José de San Martín, die Anden überqueren und die Unabhängigkeit Chiles erreichen.
Marco del Pont versuchte mit brutalster Härte gegen die Widerstandskämpfer deren Bemühen zu unterdrücken und somit die spanische Herrschaft aufrechtzuerhalten. Einige wurden auf Inseln wie den Juan-Fernández-Inseln ausgesetzt, andere wurden getötet.

### Ende der Herrschaft
Marco del Ponts Herrschaft endete am 12. Februar 1818, als die Unabhängigkeitskämpfer nach der Schlacht um Chacabuco in die Hauptstadt einzogen. Del Pont versuchte noch zu fliehen, um einen Transport des Vizekönigs von Peru zu erreichen, der ihn hätte weg bringen können. Er wurde jedoch gefangen genommen und in verschiedenen Gefängnissen inhaftiert. Er starb am 19. Mai 1819 im Gefängnis von Lujan, bei Buenos Aires, nachdem er von San Luis dorthin gebracht wurde.